# فيديريكو ألفاريس
فيديريكو هيرنان ألفاريس (بالإسبانية: Federico Hernán Álvarez)‏ (ولد بتاريخ 7 أغسطس 1994 بقربطة، الأرجنتين) وهو لاعب كرة قدم أرجنتيني يلعب كمدافع لنادي أتليتيكو بيلغرانو في دوري الدرجة الأولى الأرجنتيني.

## وصلات خارجية
- فيديريكو ألفاريس على موقع قاعدة بيانات كرة القدم.إي يو (الإنجليزية)
- فيديريكو ألفاريس على موقع Soccerway.com (الإنجليزية)